# Anomalopteryx didiformis

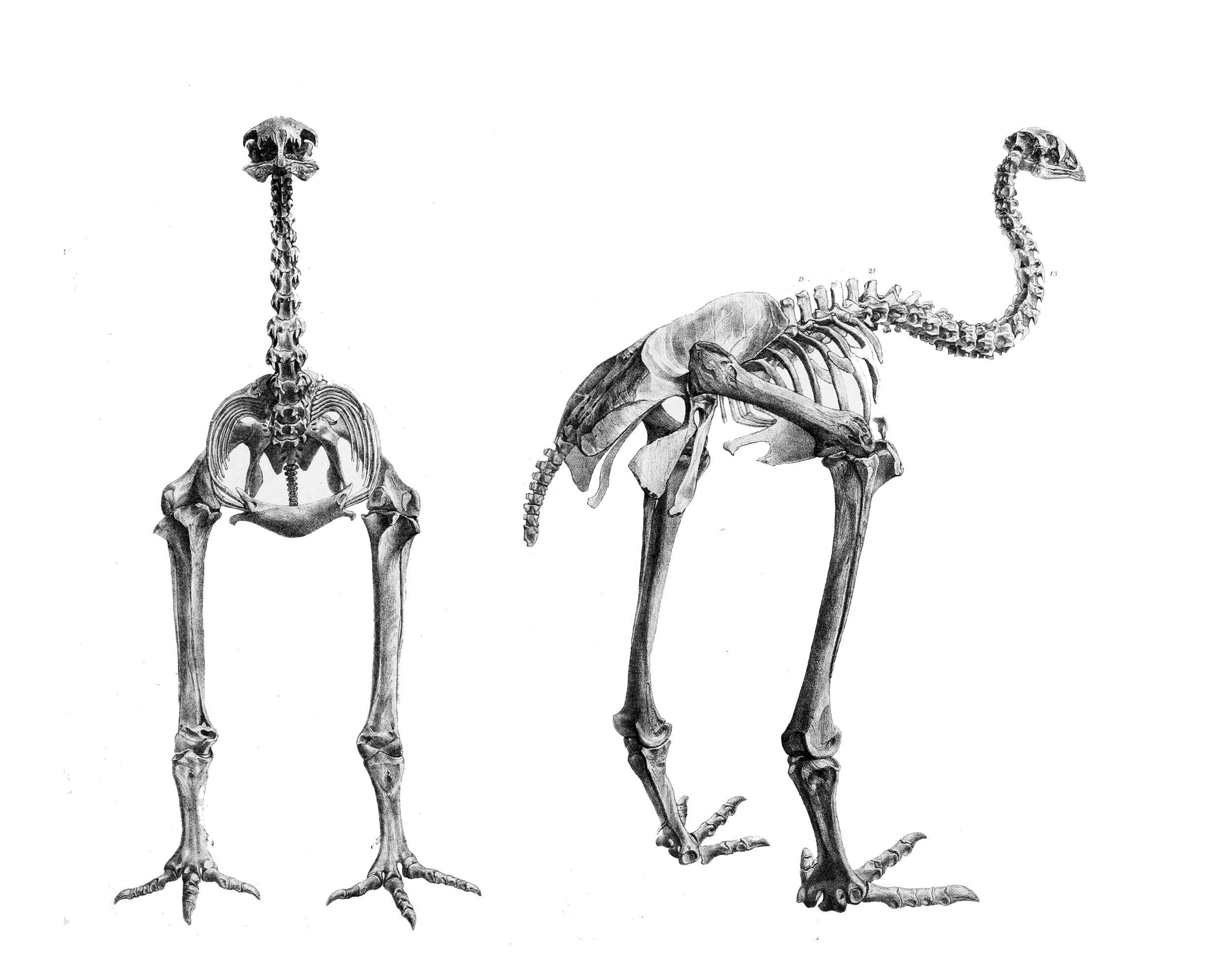
Esquelet

Anomalopteryx didiformis és un ocell no volador extingit conegut col·loquialment com a moa menor, petita moa arbustiva o moa arbustiva. Era l'espècie de moa més petita coneguda, només una mica més alta que un gall d'indi. Era un ocell esvelt, pesava uns 30 quilograms. Habitava gran part de l'illa del Nord i petites seccions de l'illa del Sud de Nova Zelanda. Va habitar la densa conífera de terra baixa, les fagedes australs i els matollars de fulla ampla.
Posseïa un bec robust i afilat, que suggeria que la seva dieta estava formada per branquetes i altres materials vegetals resistents.
Entre els depredadors nadius s'incloïen l'àguila de Haast i Circus eylesi. L'espècie es va extingir al costat d'altres animals salvatges de Nova Zelanda fa uns 500-600 anys, després de l'arribada i la proliferació dels maoris a Nova Zelanda, així com la introducció de gossos polinesis.
Com passa amb tots els moa, tenen un estèrnum sense quilla. També tenen un paladar distintiu. Les restes més completes, un esquelet parcialment articulat amb un gran teixit momificat i plomes, es van descobrir el 1980 a la vall del llac Echo, a l'est de Te Anau, a Southland. Ara es troba al Southland Museum and Art Gallery, a Invercargill. Els fòssils d’Anomalopteryx constituïen la major part dels fòssils de moa descoberts en un pantà el 1912 a Clevedon.
Els científics de la Universitat Harvard van reunir el primer genoma gairebé complet de l'espècie a partir dels ossos dels dits dels peus. Apropant així l'espècie un pas més a prop de ser "ressuscitat" en el futur.